# Henk Buimer
Henk Buimer (14 september 1965) is een voormalig voetballer die actief was bij FC Zwolle. Sinds het seizoen 2011/12 is hij assistent-trainer bij Flevo Boys

## Statistieken
| Seizoen | Club      | Land      | Competitie     | Wed. | Goals |
| ------- | --------- | --------- | -------------- | ---- | ----- |
| 1991/92 | FC Zwolle | Nederland | Eerste divisie | 12   | 0     |
| 1992/93 | FC Zwolle | Nederland | Eerste divisie | 29   | 10    |
| 1993/94 | FC Zwolle | Nederland | Eerste divisie | 28   | 7     |
| Totaal  | Totaal    | Totaal    | Totaal         | 69   | 17    |